# 任意抽样
任意抽样是非概率抽样的一種，以容易取得的資料作為抽様的樣本。由於代表性不足，在科學上以任意抽样為基礎的研究無法提供有關母體的資訊。
例如有人在某天早上在某一家店門口提供問卷請大家填寫，可以接觸到的人會受限在那個時間出現在那一家店的人，無法代表那附近人們的觀點，若問卷是一週幾天，每天幾個時段請大家填寫，會比較有代表性。這類的抽樣常用在先導實驗中。